# Peperomia microphylla
Peperomia microphylla är en pepparväxtart som beskrevs av Carl Sigismund Kunth. Peperomia microphylla ingår i släktet peperomior, och familjen pepparväxter. Inga underarter finns listade i Catalogue of Life.